# Tây Nhung

Bản đồ thời nhà Chu gồm Hoa Hạ bao quanh là Tứ Di: Đông Di, Bắc Địch, Tây Nhung và Nam Man

Tên gọi Tứ Di

Tây Nhung (chữ Hán: 西戎; bính âm: Xīróng) hay còn gọi là Nhung (戎) là thuật ngữ miệt thị trong lịch sử Trung Quốc từ thời nhà Chu để chỉ các bộ lạc dân tộc ngoài Trung Nguyên cổ đại ở phía  tây Trung Quốc. Đó cũng còn là tên mà người Trung Nguyên gọi một quốc gia phía tây vào thời kỳ Xuân Thu, Chiến Quốc.
Lý thuyết vũ trụ quan "Trung Hoa" (Sinocentric) có từ thời nhà Chu (cỡ 1046–256 TCN) đưa ra khái niệm "trời tròn đất vuông", coi "thiên hạ" (天下) là bao trùm gồm Hoa Hạ (華夏) ở tâm là người đã giáo hóa văn minh, và bao quanh là các dân tộc Tứ Di (man di mọi rợ) không phải người Trung Quốc, gồm Đông Di (東夷), Bắc Địch (北狄), Tây Nhung (西戎), và Nam Man (南蠻). Các chữ tượng hình chỉ các nhóm này đều có phần biểu thị "sâu bọ thú vật" . Ngày nay chữ Hán đã lược bỏ phần biểu tượng này đi, nên trong các chữ Hán dẫn ra ở trên chỉ còn có ở chữ Địch (狄).
Văn hóa Tây Nhung đã phát hiện ở đất Cách chân xẻng, một cái quai bình và một cặp quai bình khác với đặc trưng chính của văn hóa Tây Nhung. Ngoài ra sự xuất hiện của Tây Nhung còn được bộ chính sử Sử ký ghi chép lại trong thiên Tần bản kỷ. 
Đời Chu, vị trí cư trú của Tây Nhung được xác định bao gồm từ Thanh Hải tới Thiểm Tây, đời vua nhà Chu thứ 12 là Chu U Vương vì say mê mỹ nhân Bao Tự mà phế Thân hậu, chuốc lấy sự giận dữ từ chư hầu. Cha Thân hậu là vua nước Thân bất bình, bèn liên hệ với nước Tằng và hai tộc Khuyển, Nhung bên ngoài kéo vào đánh úp Cảo Kinh vào năm 771 TCN. Chu U vương không chống nổi quân địch, bị quân Khuyển Nhung đuổi theo giết chết ở núi Ly Sơn, sự kiện này đánh dấu kết thúc thời kỳ Tây Chu, bước vào thời kỳ Xuân Thu.
Nhà Chu truy phong cho nước Tần cai quản khu vực tộc Nhung, có thuyết nói nước Tần thuộc nhóm người Nhung. Tần Mục Công thường xuyên thảo phạt người Nhung mà dựng nên nghiệp Bá, sau nhiều lần xung đột với nước Tần, cuối cùng một bộ phận người Nhung bị Tần sáp nhập, phần còn lại có khả năng chạy vào khu vực của người Hung Nô. Theo giả thuyết về dân tộc và chủng tộc, thì người Nhung thuộc hệ Tây Tạng hoặc các nhóm dân tộc nói ngôn ngữ Turk, nhưng không có mấy bằng chứng nào đủ sức thuyết phục.